# Dow Szilanski
Dow Szilanski (hebr.: דב שילנסקי, ang.: Dov Shilansky, ur. 21 marca 1924 w Szawlach, zm. 9 grudnia 2010 w Tel Awiwie) – izraelski prawnik, publicysta i polityk, w latach 1981–1984 wiceminister w Kancelarii Premiera, w latach 1977–1996 poseł do Knesetu, w tym w latach 1988–1992 jego przewodniczący. W 1993 kandydat na prezydenta.

## Życiorys
Urodził się w 21 marca 1924 w Szawlach w Republice Litewskiej.
Był ocalałym z Holocaustu. Po II wojnie światowej działał jako oficer łącznikowy Irgunu w Niemczech oraz w Rzymie. W 1948 postanowił dokonać aliji, był jednym z bojowników Irgunu, którzy przypłynęli do Izraela na statku „Altalena” zatopionym u wybrzeży Tel Awiwu przez izraelskie wojsko. W wojnie o niepodległość uczestniczył jako oficer.
W 1952 został aresztowany i skazany na dwa lata więzienia za próbę wniesienia bomby do budynku Ministerstwa Spraw Zagranicznych. Chciał w ten sposób przeszkodzić w izraelsko-zachodnioniemieckich negocjacjach dotyczących reparacji wojennych, ponieważ uważał – jak wielu innych członków wyrosłego z Irgunu Herutu, że Izrael nie powinien układać się z Niemcami.
Ukończył studia prawnicze na Uniwersytecie Hebrajskim w Jerozolimie. Pracował jako adwokat, był członkiem komisji etyki Izraelskiej Izby Adwokackiej, należał także do International Organization of Jewish Law Professionals.
Jako oficer rezerwy Sił Obronnych Izraela brał udział we wszystkich głównych wojnach toczonych przez Izrael. W latach 1970–1974 kierował obroną cywilną regionu Gusz Dan, a od 1974 do 1977 był oficerem edukacyjnym rezerwy.
Po połączeniu Herutu – pozostającemu w sojuszu z liberałami jako Gahalem – z partią La’am i powstaniu Likudu Szilanski działał w nowym ugrupowaniu. Z jego listy dostał się do parlamentu w wyborach w 1977, po których izraelska prawica po raz pierwszy w historii przejęła władzę. W dziewiątym Knesecie zasiadał w komisjach: konstytucyjnej, prawa i sprawiedliwości; spraw wewnętrznych i środowiska; mianowania sędziów oraz podkomisji ds. ochrony Tel Awiwu. Ponadto przewodniczył podkomisji zajmującej się odbudową własności obywateli izraelskich mieszkających za granicą oraz komitetowi wspólnemu ds. pomocy społecznościom mieszkającym w pobliżu północnej granicy państwa.
W wyborach w 1981 uzyskał reelekcję, a w Knesecie dziesiątej kandencji zasiadał w dwóch komisjach – konstytucyjnej, prawa i sprawiedliwości oraz mianowania sędziów. 11 sierpnia wszedł w skład powołanego kilka dni wcześniej drugiego rządu Menachema Begina jako wiceminister w Kancelarii Premiera. Pozostał na stanowisku po tym, gdy 10 października 1983 nowym premierem został Icchak Szamir i uczestniczył w pracach jego rządu do końca kadencji czyli 13 września 1984.
Wcześniej, w sierpniowych wyborach po raz trzeci został wybrany posłem. W tej kadencji został przewodniczącym komisji spraw wewnętrznych i środowiska oraz zasiadał w komisjach mianowania sędziów oraz konstytucyjnej, prawa i sprawiedliwości. Ponadto przewodniczył komitetowi wspólnemu ds. zwiększenia użycia narkotyków oraz komisji śledczej badającej sprawy pożaru w Kirjat Atta. Po reelekcji w 1988 został przewodniczącym dwunastego Knesetu (od 21 listopada 1988 do 13 lipca 1992), kierował także pracami komisji interpretacji.
Jego dziedzictwem pozostanie wprowadzony przez niego w 1989 zwyczaj nazywany „każda ofiara ma imię”. Szilanski obawiał się, że liczba 6 milionów żydowskich ofiar niemieckiego nazizmu jest abstrakcyjna i niezrozumiała, dlatego polecił posłom, podczas dnia pamięci, odczytywanie wszystkich znanych nazwisk ofiar Holocaustu.
W 1992 ponownie zdobył mandat poselski, a w Knesecie trzynastej kadencji został zastępcą przewodniczącego, zasiadał także w komisjach budownictwa oraz absorpcji imigrantów. Po zakończeniu kadencji Chaima Herzoga został kandydatem Likudu na Prezydenta Izraela. W przeprowadzonym 24 marca 1993 głosowaniu w parlamencie przegrał jednak stosunkiem głosów 53 do 66 z Ezerem Weizmanem z Partii Pracy. W 1996 utracił miejsce w parlamencie.
Stale współpracował z czasopismem Erec Jisra’el. Opublikował książki wspomnieniowe In a Jewish Jail: From the Diary of a Political Prisoner (wydaną po hebrajsku) oraz Musulman – Novel on the Period of the Holocaust (opublikowaną po hebrajsku, angielsku i rosyjsku). Po przejściu na emeryturę zasiadał w zarządzie Jad Waszem.
Zmarł 9 grudnia 2010 w szpitalu Ichilow w Tel Awiwie, w wieku osiemdziesięciu sześciu lat. Został pochowany w Tel Awiwie, na cmentarzu Kirjat Sza’ul.

## Życie prywatne
Miał troje dzieci, jeden z jego synów zginął w 1974 podczas służby w wojsku.
Poza hebrajskim posługiwał się czterema językami – litewskim, jidisz, angielskim oraz niemieckim.